# باشگاه فوتبال ووته ردونده
باشگاه فوتبال ووته ردونده (انگلیسی: Volta Redonda FC) یک باشگاه فوتبال مستقر در ووته ردونده، ریو دو ژانیرو، برزیل است که در حال حاضر در سری سی برزیل، سومین سطح لیگ فوتبال در این کشور به فعالیت می‌پردازد. 